# Aknoul
Aknoul (en rifain : ⴰⴽⵏⵓⵍ ; en arabe : أكنول) est une ville située au Nord-Est du Maroc, dans le Rif centro-oriental. Elle est située dans la province de Taza, sur la voie express R505 reliant Taza à Al Hoceima. En Tarifecht, les habitants d'Aknoul sont appelés les Ichawiyène (ⵉⵛⴰⵡⵉⵢⵏ).
Aknoul est située à 60 km de Taza et Midar, 98 km d'Al Hoceïma, 103 km de Guercif, 136 km de Nador et 261 km de Oujda.
L'aéroport le plus proche est l'aéroport Nador - Aroui à 95 km (Melilla à 135 km). Le port le plus proche est celui d'Al Hoceïma à 100 km, celui de Nador est à 120 km.
La ville compte également dans ses environs des petits villages tels que Douar Oulad Abdellah, Douar Bouysli, Douar Bouhdoud, Douar Oulad Taounza, Douar Ihamouten, Douar laâtamna, Douar Souyah, Had-el-jbarna, ou encore Douar Ouizeght (Dewwar Wizeɣt).
Aknoul est le fief de la tribu rifaine des Igzennayen.

## Histoire
Sous le protectorat français Aknoul était le chef-lieu du bureau des Affaires indigènes du Cercle du Haut M'Soun. Entre 1930 et 1940 le chef de ce bureau était le capitaine Charles Paul Vaugien. Son fils aîné, Paul Vaugien, a décrit Aknoul dans un roman policier publié en 1949. Son fils puiné, brièvement affecté à Aknoul en juin 1940, deviendra le général Jean Vaugien.
Pendant la guerre du Rif (1921-1926) les habitants des villages aux alentours d'Aknoul ont aidé les Ayt Waghirel. Petite ville (capitale de Gzenaya) connue dans l'histoire par la date du 2 octobre 1955 (déclenchement des opérations de guerre contre la colonisation). Un lycée portant ce nom (2 octobre 1955) se trouve dans cette ville. Les Français appelaient "Aknoul, Tizi oussli Boured" le triangle de la mort[réf. nécessaire]. Depuis les années 1970 les habitants de la ville et des villages environs émigrent en Europe et notamment aux Pays-Bas, mais aussi en Corse et dans le sud de la France.

## Géographie
Principales villes et villages :
- Ajdir
- Tala Tazougaght (Aïn Hamra)
- Tizi Ouasli
- Kassita
- Izeroualen
- Inahnahen
- Boured
- Ghammart
- Jbarna

## Personnalités célèbres
- Mohamed Medbouh, instigateur du coup d'État de Skhirat contre Hassan II et petit-fils d'un caïd rifain allié de la France contre Abdelkrim El Khattabi lors de la République du Rif.

### Sources
(juillet 2010).
- (en) Aknoul sur le site de Falling Rain Genomics, Inc.